# Walkington
Walkington är en ort och civil parish i Storbritannien.   Den ligger i kommunen East Riding of Yorkshire och riksdelen England, i den sydöstra delen av landet, 260 km norr om huvudstaden London. Walkington ligger 61 meter över havet och antalet invånare är 1 891.
Terrängen runt Walkington är platt, och sluttar österut. Runt Walkington är det tätbefolkat, med 276 invånare per kvadratkilometer. Närmaste större samhälle är Kingston upon Hull, 13,1 km sydost om Walkington. Trakten runt Walkington består till största delen av jordbruksmark.